# François Ozon

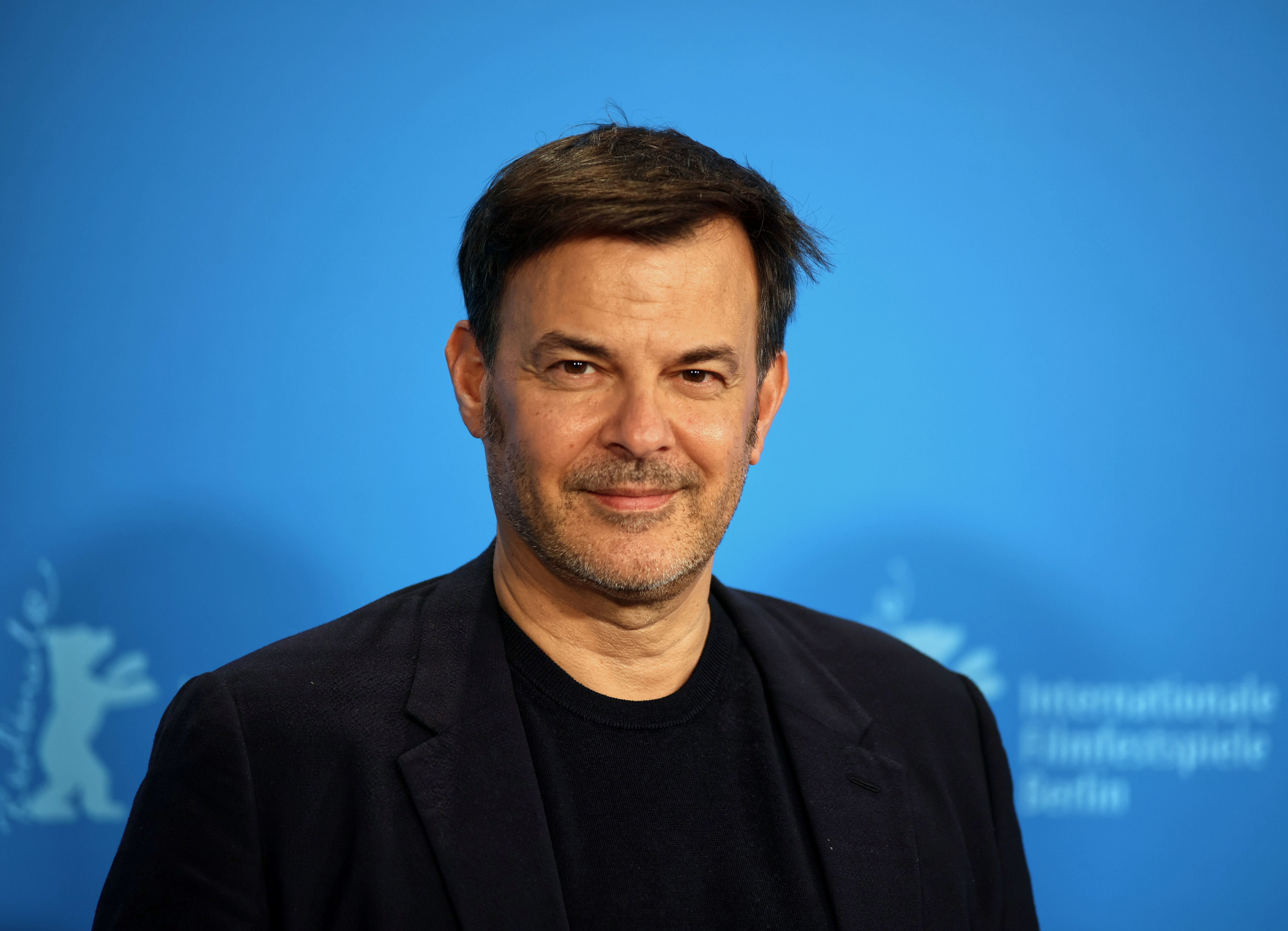
François Ozon auf der Berlinale 2022

François Ozon (* 15. November 1967 in Paris) ist ein französischer Filmregisseur und Drehbuchautor.

## Leben und Werk
François Ozon ist der Sohn einer Französischlehrerin und eines Biologen. In seiner Kindheit arbeitete er als Fotomodell. Er studierte Regie an der französischen Filmhochschule La Fémis. Nach mehreren Kurzfilmen verhalf ihm sein knapp einstündiger Film Blicke aufs Meer 1997 zu größerer Bekanntheit. Ein Jahr später drehte er die Farce Sitcom, seinen ersten Langfilm.
Seine Filme fallen vor allem in zwei Kategorien. In die erste Kategorie fallen schrille Farcen, die an den frühen Pedro Almodóvar erinnern, und sorgfältige Charakterstudien, denen Ozons Vorliebe für das Werk Rainer Werner Fassbinders anzusehen ist und in denen es ihm gelingt, eine dichte Atmosphäre und hohe Anspannung zu vermitteln. Hierher gehören neben Sitcom vor allem Ozons bekanntester Film, 8 Frauen, eine schrille Krimikomödie, in der acht Darstellerinnen (darunter Catherine Deneuve, Isabelle Huppert, Emmanuelle Béart, Danielle Darrieux und Fanny Ardant) in die Handlung eingebettet, doch für den Zuschauer unvermittelt je ein bekanntes Chanson singen und dazu tanzen.
Der zweiten Sorte zugehörig sind neben Blicke aufs Meer (ein abgründiges Zweipersonenstück mit schockierendem Schluss) vor allem Tropfen auf heiße Steine, eine Adaption des gleichnamigen Theaterstücks Fassbinders, Unter dem Sand mit Charlotte Rampling als Frau, die den Tod ihres Mannes nicht verwindet und in ihrer Einbildung weiterhin mit ihm zusammenlebt, und Swimming Pool, ebenfalls mit Rampling, hier als alternde Schriftstellerin, die sich zur Überwindung einer Schreibblockade in der Villa ihres Verlegers in Südfrankreich aufhält und dort unerwartet mit dessen frivoler jugendlicher Tochter (Ludivine Sagnier) konfrontiert ist.
Vielen Filmen Ozons sind ein offener Umgang mit der Sexualität der Figuren (insbesondere in Ein kriminelles Paar, Tropfen auf heiße Steine, Swimming Pool), die kammerspielhafte Beschränkung auf eine kleine Anzahl von Figuren (Blicke aufs Meer mit zwei, Tropfen auf heiße Steine mit vier, 8 Frauen mit neun Figuren, aber auch Swimming Pool, in dem neben den beiden Hauptfiguren alle anderen Charaktere nur am Rande interessieren) und die Spezialisierung auf weibliche Figuren (Blicke aufs Meer, Unter dem Sand, 8 Frauen, Swimming Pool) gemeinsam. Seit 2010 ist Laure Gardette für den Schnitt seiner Filme verantwortlich.

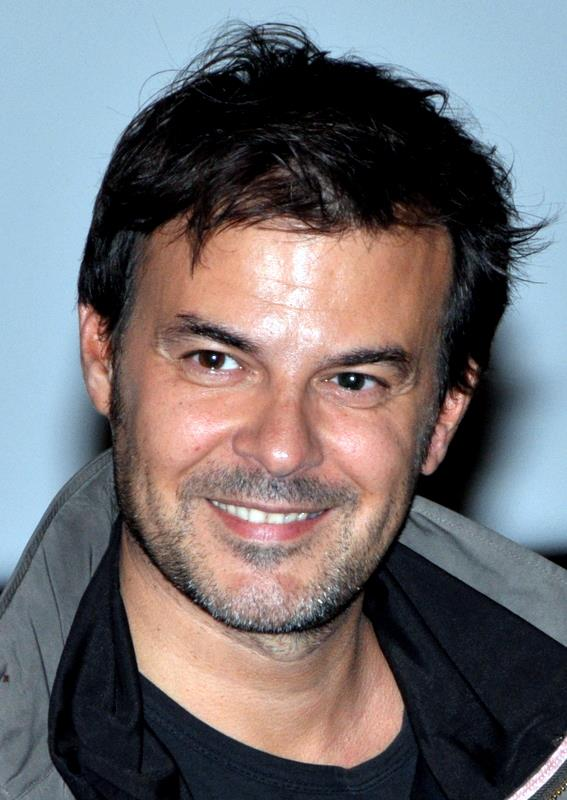
François Ozon (2012)

Im Jahr 2012 wurde Ozon in die Wettbewerbsjury der 62. Internationalen Filmfestspiele von Berlin (Berlinale) berufen. Im selben Jahr stellte er seinen Spielfilm In ihrem Haus auf dem Toronto International Film Festival vor. Dieser Thriller über die Beziehungen zwischen einem Lehrer (dargestellt von Fabrice Luchini) und seinem literarisch begabten Schüler (Ernst Umhauer) gewann 2012 den Hauptpreis des Festival Internacional de Cine de Donostia-San Sebastián, die Goldene Muschel.
Im Jahr 2013 erhielt Ozon für Jung & Schön seine zweite Einladung zum Wettbewerb der Filmfestspiele von Cannes. Der Film stellt eine junge Schülerin (Marine Vacth) in den Mittelpunkt, die auf dem Wege ihrer Selbstfindung Erfahrungen mit der Prostitution sammelt. Mit Vacth inszenierte er auch 2017 den Erotikthriller Der andere Liebhaber, für den er im selben Jahr eine Einladung zum Wettbewerb um die Goldene Palme der 70. Filmfestspiele von Cannes erhielt.
2018 wurde Ozon vom deutschen Bundespräsidenten, Frank-Walter Steinmeier, mit dem Verdienstorden der Bundesrepublik Deutschland (1. Klasse) ausgezeichnet. 2019 erhielt sein Film Gelobt sei Gott den Großen Preis der Jury auf der Berlinale. Im Jahr 2021 folgte für Alles ist gut gegangen seine vierte Einladung in den Wettbewerb der Filmfestspiele von Cannes.
In Peter von Kant (2022) schuf Ozon mit den Darstellern Denis Ménochet, Isabelle Adjani und Hanna Schygulla eine freie Bearbeitung von Fassbinders Theaterstück Die bitteren Tränen der Petra von Kant, das bereits 1972 von Fassbinder selbst verfilmt worden war. Sie diente als Eröffnungsfilm der 72. Berlinale. Im Jahr 2023 wurde die Krimikomödie Mein fabelhaftes Verbrechen in den französischen Kinos veröffentlicht.
Mit L’Étranger (2025) verfilmte Ozon den gleichnamigen Roman von Albert Camus. Für dieses Werk erhielt er seine vierte Einladung in den Hauptwettbewerb von Venedig.

## Filmografie (Auswahl)
- 1998: Sitcom

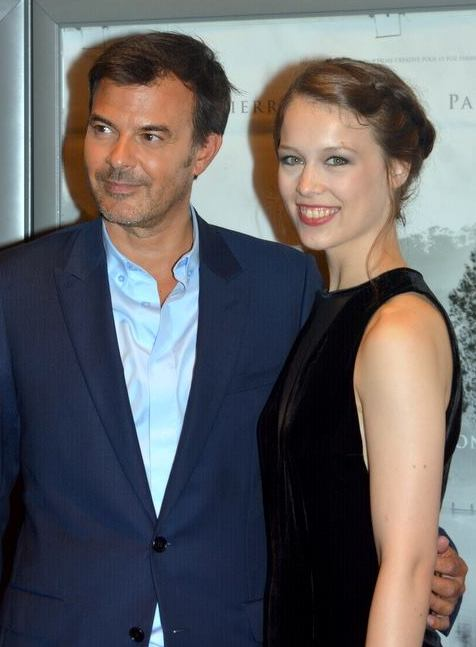
François Ozon mit Paula Beer bei der Premiere von Frantz 2016

- 1999: Ein kriminelles Paar (Les amants criminels)
- 2000: Tropfen auf heiße Steine (Gouttes d’eau sur pierres brûlantes)
- 2000: Unter dem Sand (Sous le sable)
- 2002: 8 Frauen (8 femmes)
- 2003: Swimming Pool
- 2004: 5x2 – Fünf mal zwei (5x2)
- 2005: Die Zeit die bleibt (Le temps qui reste)
- 2007: Angel – Ein Leben wie im Traum (Angel)
- 2009: Ricky – Wunder geschehen (Ricky)
- 2009: Rückkehr ans Meer (Le refuge)
- 2010: Das Schmuckstück (Potiche)
- 2012: In ihrem Haus (Dans la maison)
- 2013: Jung & Schön (Jeune et jolie)
- 2014: Eine neue Freundin (Une nouvelle amie) nach der gleichnamigen Erzählung von Ruth Rendell
- 2016: Frantz
- 2017: Der andere Liebhaber (L’amant double)
- 2018: Gelobt sei Gott (Grâce à Dieu)
- 2020: Sommer 85 (Été 85)
- 2021: Alles ist gut gegangen (Tout s’est bien passé)
- 2022: Peter von Kant
- 2023: Mein fabelhaftes Verbrechen (Mon crime)
- 2024: Wenn der Herbst naht (Quand vient l’automne)

Kurzfilme:
- 1988: Photo de famille
- 1994: Une rose entre nous
- 1994: Action vérité
- 1995: Der kleine Tod (La petite mort)
- 1996: Ein Sommerkleid (Une robe d’été)
- 1997: Blicke aufs Meer (Regarde la mer)
- 2006: Un lever de rideau